# Justicia de Paz (Buenos Aires)
La Justicia de Paz es una institución judicial de la Provincia de Buenos Aires, en Argentina. Funciona a través de Juzgados de Paz que se establecen en todos los partidos de la Provincia que no sean cabecera de departamento judicial. Estos se encargan de atender faltas provinciales, causas de menor cuantía y vecinales.

## Historia
Los juzgados de Paz se crearon en Buenos Aires durante 1821, tras la supresión del Cabildo de la ciudad y en el marco de la reorganización del sistema político y judicial de la provincia llevada adelante por el gobierno de Martín Rodríguez. El juez de paz surge como reemplazo de los denominados alcaldes de hermandad, de la época del Virreinato del Río de la Plata. Estos jueces eran funcionarios legos, y su cargo reunía funciones de baja justicia (casos menores y de primera instancia) y gobierno local, en los poblados rurales de la jurisdicción de Buenos Aires. Estaban secundados por alcaldes de cuartel (las subdivisiones del partido a su cargo) y un reducido número de “tenientes-alcaldes”, figuras todas que oficiaban como asistentes, en general en la resolución de pequeños conflictos al interior de la comunidad. Eran electos por el ejecutivo provincial a partir de una terna sugerida por su antecesor. En algunos casos y períodos, la elección podía plebiscitarse por medio de elecciones en la comunidad local. En 1822 existían 29 juzgados de paz, mientras que para 1852 su número había ascendido a 48 en toda la provincia.

### La Justicia de Paz en elsigloXX
Su reformulación más notable se dio con la promulgación de la Ley 9.229, ampliada con posterioridad por el Decreto Ley 9.682 y la Ley 10.571, que transformó en Letrada a la vieja y tradicional justicia lega, en la que la figura del juez de paz era el ciudadano más probo que desempeñaba su cargo ad-honorem. 
En la actualidad la Justicia de Paz entiende en faltas correccionales, civiles y comerciales, rurales, menores, violencia familiar, etc. 
La justicia de Paz tiene rango constitucional en la Constitución de la Provincia de Buenos Aires